# Tifón Morakot
El Tifón Morakot fue un ciclón tropical que afectó Taiwán y las provincias costeras de China, entre otros lugares menores, que se formó el 2 de agosto de 2009, y al llegar al territorio continental, precediendo a Taiwán donde causó incontables daños y cientos de fallecidos, se convirtió en tormenta tropical al llegar a la zona continental devastando las provincias del SE de China, con distintos fenómenos naturales, como las inundaciones, que se las consideraron como las peores y devastadoras de los últimos 50 años.
Desde entonces, millones de personas fueron evacuadas del lugar de alerta, y los daños estructurales fueron devastadores y se estiman en cientos de miles de millones de dólares estadounidenses.
En Taiwán, la cifra de fallecidos fue mayor que en China y los daños son considerados mucho menores en este último ya que, en Taiwán, los aludes han ocasionado un verdadero desastre.
Pero al momento, se delibera cuan exacta es la cantidad de consecuencias que generó este fenómeno climático, y consecuentemente, la cantidad de afectados, ya que los deslaves han enterrado a cientos de ciudadanos en el sur de la Isla de Formosa.

## Etimología
- En la designación internacional, el tifón se lo conoce como
  - 0908
  - Morakat[4] o más resultante,
  - Morakot.
- Por JTWC, se lo conoce como 
  - 09W, y por
- PAGASA, su nombre clave es 
  - Kiko.[5]

## Nacimiento

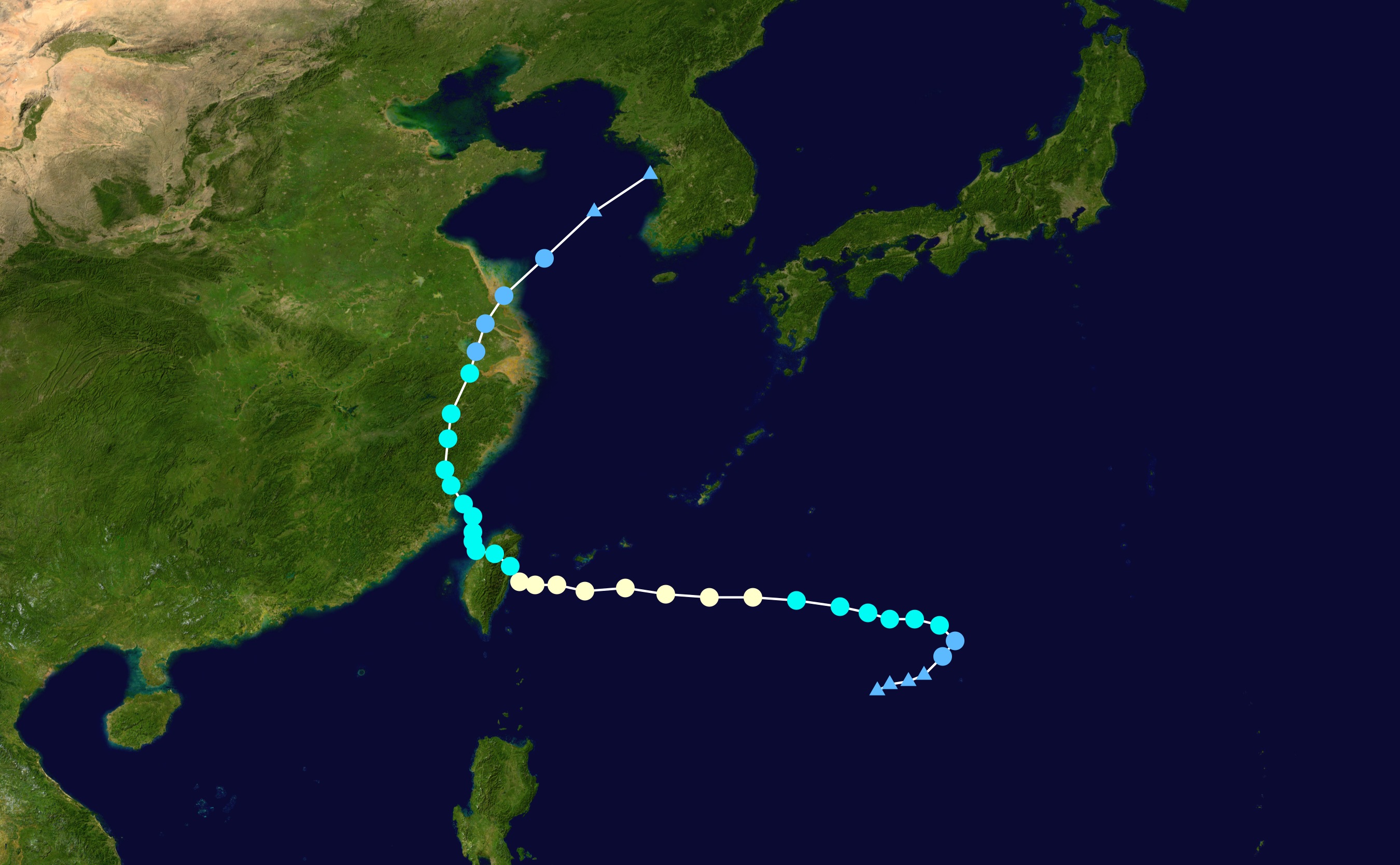
Recorrido de Morakot.

El 2 de agosto, la Agencia Meteorológica de Japón, reporta que se ha formado un nuevo cúmulo tifónico de la Temporada de tifones del Pacífico de 2009 que se localizó a 1000 km al este de Filipinas. Pero hasta esa situación, la tormenta era débil como para considerarla ciclón ese día. JTWC y PAGASA empezaron a observar la depresión a unos 700 km al sureste de Okinawa, Japón, luego, PAGASA le asigna el nombre Kiko a la depresión.
El 3 de agosto, JMA reporta que la depresión asciende a un nivel de tormenta tropical y la denomina Morakot. El JTWC la señala y nomina 09W y se reporta más tarde, que la tormenta toma forma circular en donde la depresión central comenzó a bajar ; y en la mañana del 4 de agosto, JTWC, reporta que su fuerza ha aumentado de manera constante, donde la velocidad del viento se intensificó hasta cerca de los 65 km/h JMA, en el mismo día, designa que su fuerza se intensificó quedando como calificada Morakot: Depresión Tropical Severa.

## Impacto

### Filipinas

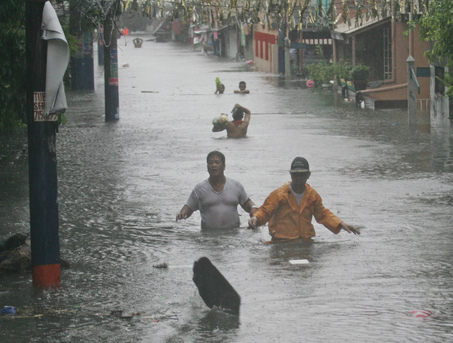
Inundaciones en Filipinas muestran la ola de desastre provocada por "Kiko" (Morakot).

Once pueblos (Pagudpod, San Juan, Baton-lapoc, Carael, Tampo, Paco, San Miguel, Binig, Bangan, y Capayawan) fueron sumergidos de 4 a 5 pies de profundidad después de que desbordara el Dique Pinatubo y provocara inundaciones.
Militares y policías rescataron a 3 coreanos y 9 canadienses. Alrededor de 29.000 personas se vieron afectadas por Morakot; se ha confirmado la muerte de nueve personas. Tres turistas franceses y dos guías filipinos fueron muertos en un deslizamiento de tierra. Miles de personas han sido atrapadas en los tejados o los árboles en espera de los intentos de rescate de helicópteros y miles han perdido sus hogares. Al menos dos han muerto a causa de las inundaciones. Deslizamientos de tierra han cobrado la vida de no menos de doce mineros, mientras que otros aún están desaparecidas después de una mina cedió. Las escuelas han cedido las clases en la zona más afectada, y las carreteras han sido cerradas debido a deslizamientos de tierras.

### Taiwán
En Taiwán, las escuelas fueron cerradas por deslizamientos de tierras causados por Morakot, impuso graves inundaciones, volaron árboles y vallas y edificios fueron despojados de sus tejados. En un impacto positivo, Taiwán necesitaba de lluvia para aliviar un mes de sequía, y la reposición de los embalses para racionamiento de agua.  Sin embargo, en la isla, 18 personas murieron, 35 resultaron heridos y 131 han sido reportadas como desaparecidas.
Casi toda la región meridional de Taiwán (Chiayi, Tainan, Kaohsiung, Pingtung y condados), y partes del condado de Taitung fueron inundados por récord de lluvias intensas. Las precipitaciones superaron en el condado de Pingtung 2.500 milímetros , rompiendo todos los registros de precipitaciones de un solo lugar en Taiwán inducida por un solo tifón. Las compañías aéreas de Taiwán han llevado a cabo algunos vuelos de entrada y salida del aeropuerto, y se cerraron los puertos marítimos . La electricidad se ha perdido en unos 25.000 hogares.
Los informes indican que al menos 600 personas se dan por desaparecidas en todo el sur de Taiwán. La mayoría de las personas eran residentes de la aldea Hsiao-Lin (小林村), un pueblo de montaña con 1.300 residentes en Jiasian, Kaohsiung. El pueblo fue sepultado por un enorme deslave que destruyó la mayor parte de la ciudad. Se informó que todos los caminos hacia Namaxia, Kaohsiung fueron bloqueados o arrastradas por graves deslizamientos de lodo. Cientos de residentes han quedado atrapados durante cuatro días, y se está quedando sin alimento y agua. Además, el agua y la electricidad han sido cortadas.
Un helicóptero de rescate, que trabaja para recuperar el sobrevivientes del deslave, se estrelló en una montaña a principios del 11 de agosto, causando la muerte de sus tres ocupantes. Las aeronaves de rescate (helicópteros principalmente)han sido incapaces de llegar a los escombros debido al terreno empinado de la montaña.
Un río del condado de Taitung ha socavado 51 casas y arrastró la basura al Pacífico, dejando a muchos residentes sin hogar. Ningún habitante se encontraba en las casas cuando las mismas cayeron al río. En el Jhiben (Chih-Pen,知本) zona de manantiales calientes, los seis pisos del Hotel Jinshuai fueron destruidos cuando se hundió en el arroyo después de que se inundara todo Jhiben. El agua para consumo humano (potable) en el condado de Tainan fue contaminada en su respectivo embalse.
A lo largo de Taiwán, por lo menos 107 personas fueron confirmadas que han sido muertos por la tormenta a partir del 13 de agosto.  El récord de lluvias también ocasionó pérdidas catastróficas agrícolas, cuyas primeras deducciones llegan a ($ 274 millones de dólares). En su apogeo, alrededor de 1,58 millones de viviendas quedaron sin electricidad en toda la isla y más de 710.000 se quedaron sin agua potable.  Las pérdidas en turismo por el tifón se calcula al menos ($ 24,4 millones de dólares).

### China continental
En la continentalidad de China, fueron numerosos los daños ocasionados.
Un barco de pesca ha volcado y los esfuerzos de búsqueda y rescate reportado a nueve pescadores desaparecidos. En total, aproximadamente 1,5 millones de residentes fueron evacuados antes de la llegada del tifón. Un total de 34.000 embarcaciones buscaron refugio antes de la tormenta. Durante un lapso decuatro días, Morakot ha producido hasta 1.240 mm de lluvia en la provincia de Zhejiang, el mayor total en casi 60 años en la provincia. Deslizamientos de tierras en Pengxi, al pie de una montaña, destruyeron un apartamento de tres pisos en construcción, con seis personas adentro. Los seis fueron recuperados de los escombros de la estructura. Sin embargo, más tarde, dos personas murieron a causa de las heridas provocada por la desgracia. En Wenzhou, un gran deslizamiento de tierra destruyó seis edificios de apartamentos, enterraron a un número desconocido de personas, algunos de los cuales fueron muertos. Una persona resultó muerta después de las lluvias torrenciales que, causaron que en la casa donde se alojaba, colapsó, así como otras cuatro casas cercanas.
En el condado de Xiapu, Morakot destrozó casas por las inundaciones y deslizamientos de tierras, perjudicando a unas 136.000 personas. El sector pesquero de la industria local computó aproximadamente $29 millones de dólares en pérdidas. Catorce municipios de la provincia se inundaron. Se estima que 3,4 millones de personas informaron de daños a la propiedad en toda la provincia de Zhejiang, con al menos 1.600 casas destruidas. Al menos 10 000 casas fueron dañadas o destruidas por la tormenta y más de 1 millón de acres de tierras de cultivo se vio afectada por las inundaciones. En China, los daños de la tormenta ascendió a $ 1,4 mil millones. Más de 11 millones de personas se vieron afectadas por el tifón Morakot en todo el este de China.